# Sciapus badjavensis
Sciapus badjavensis är en tvåvingeart som beskrevs av Dyte 1975. Sciapus badjavensis ingår i släktet Sciapus och familjen styltflugor. Inga underarter finns listade i Catalogue of Life.